# 132-й отдельный батальон конвойных войск НКВД
132-й отде́льный батальо́н конво́йных войск НКВД СССР — воинская часть в составе войск НКВД СССР, сформированная в период между Польским походом и Великой Отечественной войной, занимавшаяся охраной тюрем и конвоированием заключённых в районе Бреста. В 1941 году подразделения батальона участвовали в обороне Брестской крепости.

## История части
Создан на основании постановления Комитета обороны при СНК СССР № 1867-494сс от 13 ноября 1939 года и приказа НКВД СССР № 001389 «Об организации и переформировании частей конвойных войск» от 14 ноября 1939 года. Формировался в период с 14 по 26 ноября 1939 года. В апреле 1940 года передислоцирован в Брестскую крепость, где расположился в части кольцевой казармы Цитадели между участком 84-го стрелкового полка и Тереспольскими воротами.
С момента своего рождения батальон входил в состав 15-й отдельной стрелковой бригады войск НКВД СССР, переименованной в декабре 1940 года в 42-ю отдельную бригаду конвойных войск НКВД СССР, а впоследствии (в 1942 году) ставшей конвойной дивизией, которая в свою очередь, после нескольких преобразований, 24 марта 1992 года выступила в роли родоначальницы Внутренних войск МВД Республики Беларусь, как независимого и суверенного государства.
1-я стрелковая рота повзводно охраняла Общую тюрьму НКВД БССР № 24 в г. Кобрин, Общую тюрьму НКВД БССР № 29 в г. Пинск и Общую тюрьму НКВД БССР № 25 в г. Пружаны. 2-я стрелковая рота охраняла Общую тюрьму НКВД БССР № 23 в г. Бресте и Внутреннюю тюрьму УНКВД Брестской области («Бригидки») на территории Кобринского укрепления Брестской крепости. 3-я стрелковая рота использовалась для конвоирования заключённых и польских военнопленных.
В первые дни Великой Отечественной войны, согласно «Схеме развертывания Конвойных войск НКВД» с объявлением мобилизации, на базе 132-го батальона (формально) был сформирован 251-й конвойный полк НКВД (де-факто — всего лишь с использованием немногочисленного личного состава и командования батальона, вырвавшегося из окружения).

После захвата Цитадели Брестской крепости, спрятанное красноармейцами знамя 132-го батальона КВ НКВД было найдено в развалинах полуразрушенной казармы 2 июля 1941 года солдатами 14-й роты 133-го пехотного полка 45-й дивизии вермахта, а впоследствии 14 июля 1941 года было показано на пропагандистском мероприятии в г. Линц. После войны оно, возможно, было передано советскому командиру гарнизона г. Линц, дальнейшая судьба неизвестна.
10 июля 1941 года 132-й отдельный батальон КВ НКВД был исключён из списков действующей армии как «целиком погибший в боях».

## Состав
- Управление батальона (Брестская крепость);
- 1-я стрелковая рота (Кобрин, Пинск, Пружаны);
- 2-я стрелковая рота (Брестская крепость);
- 3-я стрелковая рота (Брестская крепость) — конвойная;
- Пулемётный взвод (Брестская крепость);
- Взвод связи (Брестская крепость);
- Подразделения материально-технического обеспечения (Брестская крепость),
  - Автотранспортный взвод (Брестская крепость) — в ряде источников встречается наименование «автохозяйственный взвод»[1][2].

## Командный состав на 22.06.1941
- Командир батальона: капитан Костицын, Александр Степанович;
- Замполит: батальонный комиссар Сорокин Григорий Петрович;
- Помощник комбата по МТС: техник-интендант 2-го ранга Шалаев Георгий Иванович;
- Начальник штаба: капитан Бурлаченко Василий Филиппович;
- ПНШ-2: лейтенант Кирьянов Артём Петрович;
- Начальник связи: младший лейтенант Рыбак Михаил Самойлович;
- Секретарь партбюро: политрук Стеблин Антон Степанович;
- Секретарь бюро ВЛКСМ: замполитрука Павлов Николай Иванович;
- Инструктор политработы: младший политрук Колыванов Николай Иванович;
- Инструктор пропаганды: старший политрук Буримов Алексей Ефимович;
- Начальник боепитания: воентехник 1-го ранга Романов Григорий Алексеевич;
- Начальник химслужбы: Жестовский Фёдор Иосифович;
- Начальник санслужбы: военврач 3-го ранга Манин Михаил Титович;
- Начальник физподготовки: лейтенант Доля Николай Васильевич;
- Начальник команды служебных собак: младший лейтенант Фролов Владимир Иванович;
- Начальник клуба: младший политрук Тишков Николай Акимович;
- Командир автохозвзвода: воентехник 2-го ранга Бычков Леонид Иванович;
- Командир 1-й стрелковой роты: старший лейтенант Павлов Влас Елисеевич;
- Командир 2-й стрелковой роты (врид ПНШ-1): старший лейтенант Артамонов Николай Георгиевич;
- Командир 3-й стрелковой роты: старший лейтенант Курьеров Григорий Иванович;
- Политрук замком 3-й стрелковой роты по п/ч Дедусев Иван Григорьевич
- Командир пулемётного взвода: младший лейтенант Курышев Сергей Максимович.

### Руководители обороны казарм 132-го отдельного батальона КВ НКВД в Брестской крепости
- Помощник командира взвода связи: замполитрука Ш. М. Шнейдерман #†[4][5][2];
- Химинструктор отделения боепитания: сержант К. А. Новиков #†[6][2].